# دنیل کالواگ
دنیل کالواگ (انگلیسی: Daniel Caluag؛ زادهٔ ۱۵ ژانویهٔ ۱۹۸۷) دوچرخه‌سوار اهل فیلیپین است.
وی در مسابقات کشوری و بین‌المللی در مجموع برندهٔ ۳ مدال طلا، ۱ مدال نقره شده‌است.